# D［diː］
D[diː]（ディー、1977年 - ）は、日本の女性アーティスト。北海道出身。別名義にくわはらまい。

## 人物
多摩美術大学造形学部油絵学科中退。小説、漫画、イラスト、絵画、音楽など多分野で作品を発表している。以前は女性向けファッション誌などでモデルとしても活躍していた。
美大在学中、漫画とも絵本ともいえる作品『ファンタスティック・サイレント』で2000年に雑誌『ダ・ヴィンチ』にてデビュー。その他の著作に、「ノベルコミック」である『キぐるみ』、映画のノベライズ作品『ドニー・ダーコ』など。漫画はペンを用いず木炭や鉛筆を使用している。
2003年にアルバム『駄利亜』でシンガーソングライターデビュー。
2004年10月に気鋭の作家として雑誌『AERA』の表紙を飾る。
子どもの頃からの宮崎駿ファンで、デビュー作の帯には宮崎から推薦文が寄せられた。2006年刊行の小説「ファイアースターマン日記」には、映画監督の堤幸彦が推薦文を寄せている。

## 作品リスト

### 著書
- ファンタスティック・サイレント（ベストセラーズ 2000年4月）
- キぐるみ（河出書房新社 2002年1月）
  - キぐるみ―（で、醜さを隠そうとした少年のはなし）（文庫）（文藝春秋 2009年3月）
- ドニー・ダーコ（ソニー・マガジンズ 2002年8月）
- エンジェル・ミート・パイ（宝島社 2003年2月）
- D[di:]'s WORKS（マガジンファイブ 2006年5月）
- ファイアースターマン日記（マガジンハウス 2006年8月）
  - ファイアースターマン日記（文庫）（角川書店 2010年5月）
- ダメッコ！ダリア（祥伝社 2007年6月）
- 銭湯の人魚姫と魔女の森（文藝春秋 2008年8月）
- チェルシー（飛鳥新社 2009年1月）
- キリンとアイスクリーム（福音館書店・こどものともシリーズ 2009年10月）
- 夢の中ならキミは優しい。（角川書店 2010年4月）
- おふとんのくに（金の星社 2013年10月）
- ぼくのかわいいハリネズミ、ダーシー（青幻舎 2015年12月）
- Wonder Color Pencil ワンダーカラーペンシル D[di:]作品集（復刊ドットコム 2019年10月）

### 共著
- ルーちゃんとクリスマスツリー (日本傑作絵本シリーズ)（福音館書店 2019年11月）イラスト くわはらまい名義

### CD
- 駄利亜（東芝EMI・アルバム）
- 白いかけら（東芝EMI・マキシシングル）
- Fire Star Man（東芝EMI・アルバム）

### 映画
- 2003年公開　ジョゼと虎と魚たち　タイトルバック・劇中イラスト挿画
- 2008年公開　GOTH リストカット事件　タイトルバック挿画
- 2009年公開　スプライス　セット美術に一部挿画